# Джип (музикант)
Джиб, псевдоним на Якоб Голдщайн, е български вариететен музикант, автор на песни и хуморист.

## Биография
Роден е в началото на XX век в Румъния в еврейско семейство. През 1919 година пристига в България. Опитва се да замине при свои роднини в Съединените щати, но не получава разрешение и остава в София.
В столиацта започва да пише хумористични песни, които представя в циркове и развлекателни заведения. През следващите години, с песни като „Аз съм Гошо Хубавеца“, „На курорт изпратих жената“ и „Дете на моите години“, се нарежда сред известните куплетисти на българската вариететна сцена.
След Втората световна война заминава за Израел, където през следващите десетилетия сътрудничи на българоезични вестници.